# そっくりショー
『そっくりショー』は、1964年11月3日から1977年9月24日まで4期にわたって日本テレビ系列局で放送されていた読売テレビ製作のバラエティ番組である。
1966年9月までは『スターと共にそっくりショー』（スターとともにそっくりショー）、1966年10月から同年12月までは『勝ち抜きそっくりショー』（かちぬきそっくりショー）、1968年5月21日から1969年3月25日までは『そっくりショー日本一!』（そっくりショーにっぽんいち）、1970年10月16日から1971年9月24日までは『新そっくりショー』（しんそっくりショー）と題して放送されていた。

## 概要
毎回視聴者から推薦されたある有名人のそっくりさんを5人迎え、その中から1人のチャンピオンを決めていた視聴者参加型番組で、有名人本人もゲストに迎えていた。ゲストが歌手の場合、そっくりさんたちはその人の持ち歌を歌っていた。歌を出していない有名人がゲストであった場合には、その者のイメージに合った歌を歌ったり、振り付けをしたりしていた。審査方法は審査員がそっくりさんたちのエントリーナンバーを提示していく方式で、最も多くの支持を集めたそっくりさんがチャンピオンとなり、中規模のトロフィーと賞金5万円獲得となる。
番組は、チャンピオンが何人か出揃ったところで「チャンピオン大会」を行っていた。この大会でグランドチャンピオン（審査員の合計得点によって決められる）を達成すると天井から紙吹雪が降り、ゴールデントロフィーならびに推薦者と行くヨーロッパ旅行（当初はエールフランスが協賛）と副賞の賞金10万円獲得となる。また、チャンピオンになれなくても審査員に強いインパクトを与えた出場者には、特別賞（審査員が口頭で発表）として小規模のトロフィーと賞金3万円が贈られた。こちらも何人か出揃ったところで「特別賞大会」を行い、やはりチャンピオン大会同様の流れでグランドチャンピオンを達成した者には、チャンピオン大会でのグランドチャンピオン達成者と同じヨーロッパ旅行と賞金獲得となる。
司会は、放送開始から小野栄一が担当していたが、1968年5月21日の『そっくりショー日本一!』改題時に青空はるお・青空あきおに交代した。司会者交代について当時の番組プロデューサーは、番組のマンネリ化と、番組に新鮮さを出すため、当時の児童から人気があったはるお・あきおを起用したと述べている。また、内容も一部変更されて、ゲストと親しい著名人を審査員として迎える趣向を取り入れていた。
『新そっくりショー』時代には、二部構成となり、第一部では、毎回10人のそっくりさんを迎え、そのままの衣装で予選を行い、5人が通過。第二部では本戦となり、有名人本人と同じ衣装やメイクをした歌合戦形式で行われた。
当初はエースコックの一社提供で、その当時は番組も『エースコック そっくりショー』と同社の名を冠していたが、1967年10月に小野薬品工業の一社提供になってからは社名が外された。第2期で再びエースコックの一社提供に戻ったが、第3期で加美乃素本舗とナショナル魔法瓶工業（エベレスト名義）の二社提供になり、第4期は加美乃素を筆頭とする複数社提供で放送されていた。読売テレビ製作の影響か、関西の企業がスポンサーに付くことが多かった。
最高視聴率は、1966年2月8日放送分の43.9% （ビデオリサーチ調べ、関東地区）。

## 放送時間
いずれも日本標準時。
- 火曜 19:30 - 20:00 （1964年11月3日 - 1969年3月25日）
- 金曜 19:00 - 19:30 （1970年10月16日 - 1971年9月24日）
- 火曜 19:30 - 20:00 （1973年4月3日 - 1974年3月26日）
- 土曜 19:00 - 19:30 （1974年4月6日 - 1974年9月28日、1977年1月8日 - 1977年9月24日）

## 出演者

### 司会
- 小野栄一（第1期）
- 青空はるお・青空あきお（『そっくりショー日本一!』時代）[2]
- 山内賢（第2期『新そっくりショー』時代）[3]
- なべおさみ（第3期）
- 井上順（第4期）

### アシスタント
- 中川まさこ（『そっくりショー日本一!』時期）[2]
- 中本ミカ（『新そっくりショー』時期）[3]

### 審査員
- 楠本憲吉
- 丸尾長顕
- 安倍寧
- 山東昭子
- うつみ宮土理
- 福田一郎

## テーマソング
なべおさみ時代（第3期）には、「どんぐりころころ」の替え歌をテーマソングにしていた。井上順時代（第4期）には、作詞：喜多内十三造 / 作曲：津野陽二のオリジナルテーマ曲を井上自身が歌っていた。
井上順時代のテーマソングとオープニングの口上「（井上）あっという間の1週間、やって来ましたそっくりショー！今週は第1回！（観客）チャンピオン大会！」は、CBSソニーからリリースされた『オリジナル版 懐かしのTV番組テーマ大全集』に会場の音源とともに収録されている。また『読売テレビ50年社史』付属のDVDには、小野栄一時代の『そっくりショー日本一!』で行われたチャンピオン大会のロケの模様が収録されている。

## 放送局
- よみうりテレビ（製作局）
- 日本テレビ
- 札幌テレビ
- 青森放送：水曜 19:00 - 19:30（1966年3月時点）[8] →  火曜 19:30 - 20:00（第1期[9]・第3期[10]）
- テレビ岩手：金曜 19:00 - 19:30（『新そっくりショー』）[11]　→ 火曜 19:30 - 20:00（第3期）[10]　→ 土曜 19:00 - 19:30（第4期）[12]
- 秋田放送：金曜 19:00 - 19:30（『新そっくりショー』）[11]
- 山形放送：火曜 19:30 - 20:00[13] → 金曜 19:00 - 19:30（『新そっくりショー』）[11]  → 火曜 19:30 - 20:00（第3期）[10] → 土曜 19:00 - 19:30（第4期）[14][15]
- 仙台放送：日曜 18:00 - 18:30（1966年7月 - 1969年4月）[16]
  - ミヤギテレビ：金曜 19:00 - 19:30（『新そっくりショー』）[3] → 火曜 19:30 - 20:00（第3期）[10]　→ 土曜 19:00 - 19:30（第4期）[17]
- 福島中央テレビ：日曜 16:00 - 16:30（1974年4月から9月まで放送）[18]
- 新潟総合テレビ：日曜 9:00 - 9:30（第4期。1977年4月から10月まで放送）[19]
- 山梨放送
- 信越放送：金曜 19:00 - 19:30（第4期1977年）[20]
- 静岡放送
- 北日本放送：火曜 19:30 - 20:00[21] →金曜 19:00 - 19:30[22] → 火曜 19:30 - 20:00[23] →土曜 19:00 - 19:30[24]→土曜 19:00 - 19:30[25]
- 福井放送：水曜 19:00 - 19:30（スターと共にそっくりショー時代、1965年4月7日開始）[26]→火曜 19:30 - 20:00（第3期火曜時代）[23] →土曜 19:00 - 19:30（第4期）[25]
- 名古屋テレビ（第1期・第2期を放送） ：火曜 19:30 - 20:00（1967年3月時点）[27]
  - 中京テレビ（第3・4期を放送）
- 日本海テレビ（第2期までの放送対象地域は鳥取県のみ）
- 広島テレビ
  - 広島ホームテレビ（第2期の遅れネットと第3期の同時ネットを実施）
- 山口放送
- 四国放送
- 西日本放送（当時の放送対象地域は香川県のみ）
- 南海放送
- 高知放送
- 福岡放送
- 長崎放送
- 熊本放送
- 宮崎放送
- 南日本放送(第3・4期を火曜19時30分より遅れネットで放送)

## 備考
番組の賞品は、当時としては非常に豪華なものであった。それゆえに賞品を目当てに応募してくる者も少なくなく、番組の趣旨を無視した応募者も少なからず存在した。その最たる例は1968年4月23日放送の「吉永小百合のそっくりさん」（青春歌謡特集）の回で、当時は厳正なオーディションはなく写真応募のみであったこともあり、応募者数は番組史上最高の1万人に達した。当然応募してきた全員が吉永そっくりというわけでなく、同封されていた写真には女装した男性の写真や、スタッフが思わず「一瞬、足の裏の写真かと思った」という吉永に似ても似つかないとんでもない写真もあったという。
1966年6月1日に公開された日活映画『逢いたくて逢いたくて』（監督：江崎実生）には、園まり演じるヒロイン・白川道子が「園まりに似ている」という理由から本番組に出演する場面がある。劇中では園自身が番組の審査員役で出演しており（道子との二役）、また番組セットにはエースコックの子ブタのマークや、「エースコック ワンタンメン」と「エースコック焼タンメン」（当時エースコックが製造・販売していた即席麺）の看板も掲げられていた。番組収録場所のバンドボックスには読売テレビの略称「YTV」ではなく日本テレビの略称「NTV」が付されているが、これは新宿区の朝日生命ホールで収録したという設定があるためである。また番組の司会役は、当時の司会担当者である小野栄一ではなく世志凡太が務めた。
第1期放送当時の1967年10月31日については元内閣総理大臣の吉田茂国葬実施に伴い、歌舞音曲を伴う番組を控えるように日本民間放送連盟（民放連）から通達が出されたことから、本番組の放送を休止。国葬に関する報道特別番組に差し替えた。

第4期放送当時の1977年9月3日、当時現役のプロ野球選手であった王貞治（読売ジャイアンツ、当時。現福岡ソフトバンクホークス球団会長）が本番組放送中の19:10に通算本塁打世界新記録となる756号を記録した。日本テレビ系列では19:30からのプロ野球ナイター中継でこの記録がかかった試合（巨人VSヤクルト戦 - 後楽園球場）を放送する予定であったが、20分早い記録達成のため、ナイター中継の製作局である日本テレビなどに巨人ファンや視聴者からの苦情が殺到した。
新聞やテレビ情報誌の番組表に掲載のサブタイトルは、「○○（ゲスト名）の巻」となるのが通例であった。最終回のサブタイトルは「最終回だよ！キャンディーズ特集」で、メンバー1人ずつのチャンピオンを決めるというルールで行われた。